# شریف دینو آکاکپو
شریف دینو آکاکپو (انگلیسی: Chérif Dine Akakpo؛ زادهٔ ۱ دسامبر ۱۹۹۷) بازیکن فوتبال اهل بنین است.
وی همچنین در تیم ملی فوتبال بنین بازی کرده است.